# Liste der Lieder von Jennette McCurdy
Die nachfolgende Liste enthält alle von der US-amerikanischen Sängerin Jennette McCurdy aufgenommenen und veröffentlichten Lieder, inklusive deren Autoren, Alben und Veröffentlichungsjahren.

## B
| Titel            | Autoren                                       | Album            | Jahr |
| ---------------- | --------------------------------------------- | ---------------- | ---- |
| Better           | Jennette McCurdy, Tommy Lee James, Liz Rose   | Jennette McCurdy | 2012 |
| Break Your Heart | Mallary Hope, Wendell Mobley, Jennifer Schott | Jennette McCurdy | 2012 |
| Broken Umbrella  | Josh Kear, Mark Irwin, Chris Tompkins         | Jennette McCurdy | 2012 |

## D
| Titel                            | Autoren                                   | Album            | Jahr |
| -------------------------------- | ----------------------------------------- | ---------------- | ---- |
| Don’t You Just Hate Those People | Mallary Hope, Tony Martin, Wendell Mobley | Jennette McCurdy | 2012 |

## G
| Titel           | Autoren                                     | Album            | Jahr |
| --------------- | ------------------------------------------- | ---------------- | ---- |
| Generation Love | Ross Copperman, Tom Douglas, Heather Morgan | Jennette McCurdy | 2011 |

## H
| Titel               | Autoren                                        | Album            | Jahr |
| ------------------- | ---------------------------------------------- | ---------------- | ---- |
| Have to Say Goodbye | Jennette McCurdy, Jessi Alexander, Luke Laird  | Jennette McCurdy | 2012 |
| Heart of a Child    | Jennette McCurdy, Charles Kelley, Dave Haywood | Jennette McCurdy | 2012 |
| Homeless Heart      | —                                              | —                | 2009 |

## L
| Titel              | Autoren                                 | Album            | Jahr |
| ------------------ | --------------------------------------- | ---------------- | ---- |
| Love Is on the Way | Dylan Altman, Eric Paslay, Jason Delkou | Jennette McCurdy | 2012 |

## M
| Titel       | Autoren                                   | Album             | Jahr |
| ----------- | ----------------------------------------- | ----------------- | ---- |
| Me With You | Jennette McCurdy, Ben Glover, Kyle Jacobs | Not That Far Away | 2010 |

## N
| Titel             | Autoren                                      | Album             | Jahr |
| ----------------- | -------------------------------------------- | ----------------- | ---- |
| Not That Far Away | Jennette McCurdy, Blair Daly, Rachel Proctor | Not That Far Away | 2010 |

## P
| Titel                        | Autoren                                                     | Album            | Jahr |
| ---------------------------- | ----------------------------------------------------------- | ---------------- | ---- |
| Place to Fall                | Jennette McCurdy, Ben Glover, Rachel Thibodeau, Kyle Jacobs | Jennette McCurdy | 2012 |
| Put Your Arms Around Someone | Jennette McCurdy, Jessi Alexander, Luke Laird               | Jennette McCurdy | 2012 |

## S
| Titel    | Autoren                                      | Album            | Jahr |
| -------- | -------------------------------------------- | ---------------- | ---- |
| So Close | —                                            | —                | 2009 |
| Stronger | Jennette McCurdy, Blair Daly, Rachel Proctor | Jennette McCurdy | 2012 |